# ブレスジャーニー
ブレスジャーニー（英:Bless Journey）は、日本の競走馬である。主な勝ち鞍は、2016年の東京スポーツ杯2歳ステークス（GIII）、サウジアラビアロイヤルカップ（GIII）。
馬名の由来は、英語で「旅を祝福する」。

## 戦績

### デビュー前
2014年4月2日、北海道新冠郡新冠町の競優牧場にて生まれる。2015年度サマーセール1歳部門で、島川隆哉に250万円で落札される。デビュー直前の2016年2月27日、午後9時半ごろから午後10時半ごろの間に生産牧場の競優牧場で敷地内にいたサラブレッド2頭の死骸が発見され、ライフル銃で射殺されていることが発覚した。しかし、ブレスジャーニーは被害を免れた。

### 2歳（2016年）
6月4日、2014年生まれの世代初の新馬戦となった東京競馬場の新馬戦（芝1400m）に柴田善臣を鞍上に単勝オッズ19.4倍の5番人気の評価で出走。最後の直線で外から追い込んだものの3着に敗れた。6月25日に東京競馬場の未勝利戦（芝1600m）に出走し、後続に2馬身離して勝利。騎乗した柴田は、「なかなか素質のある馬です。2戦目でゲートも出ると思っていました。無事に勝てて良かったです」と振り返った。
7月18日、ブレスジャーニーの生産者で、破産手続きをしていた牧場の経営者が、1歳の牡の競走馬2頭をライフル銃で射殺した疑いで北海道警察に逮捕された。
8月の新潟2歳ステークス（GIII）に出走するプランもあったが自重して見送り、10月8日、未勝利戦と同じ舞台のサウジアラビアロイヤルカップ（GIII）に参戦、単勝人気は前走新馬戦を勝利したクライムメジャー、ダンビュライトに続く3番人気の評価ながら、道中は後方3番手で待機し、最後の直線で外からダンビュライトを捉え、ダンビュライトに1馬身1/4離して重賞初制覇。ブレスジャーニーの父であるバトルプランは産駒のJRA重賞初制覇。また、管理する本間忍厩舎は重賞初勝利となった。柴田はこのレースを「馬の後ろで我慢をさせて、直線に入って脇に出してゴーサインを出しました。スムーズに反応してくれました。スタートして思ったよりも前にいけませんでしたが、先々のことを見据えて、ゆっくり行きました。調教でもうまく折り合いをつけて走っていますし、距離は伸びても大丈夫そうです。」と回顧した。重賞初制覇の前日である10月7日、札幌地方裁判所浦河支部が動物愛護法違反と銃刀法違反の罪でブレスジャーニーを生産した牧場の経営者に懲役1年執行猶予4年（求刑懲役1年）の有罪判決を下した。そのため、表彰式に生産者が登壇することはなかった。
11月19日、同じ東京競馬場で、前走から200ｍ距離を延長して東京スポーツ杯2歳ステークス（GIII）に出走。単勝人気は前走新馬戦を勝利したムーヴザワールドに1番人気を譲った2番人気の評価となった。小雨の影響で重い芝も苦にすることなく、直線で外へ持ち出して、ゴール前で後に大阪杯（GI）を制するスワーヴリチャード、ムーヴザワールドと3頭横並びで競い、外から伸び2着のスワーヴリチャードをクビ差離して重賞2勝目を挙げ、3連勝となった。柴田は、「返し馬から気が入りすぎる点が課題ですが、レースにいけば折り合って自分のリズムで運べますね。直線を向いてからも手応えが十分で、外に出してからは差せると思いました。これから無事にいってくれれば」と振り返った。レース後、2歳のGI、朝日杯フューチュリティステークスには向かわず、千葉県香取市のエスティファーム小見川で長期休養となった。今後は春の前哨戦を1戦挟んで、4月16日の皐月賞に向かう予定の見通しであり、本間も「皐月賞からダービー（東京優駿・日本ダービー）のクラシック路線を目指すことになると思う。」としていた。

### 3歳（2017年）
しかし、スプリングステークス（GII）に出走するための1週間前の追い切り後、3月8日に検査を受け異常が判明し右橈骨遠位端骨折を発症、春のクラシック路線は絶望となった。本間は「スタッフも慎重にやってきて、（柴田）善臣も追った後には『いいよ』と言ってくれていたのだが。」とした。その次の週、美浦トレーニングセンターの競走馬診療所で内視鏡手術を受けた。
8月、北海道厚真町のエスティファーム厚真トレーニングセンターで復帰へ向けての調教を続けるなか、オーナーである島川隆哉の意向から、本間忍厩舎から佐々木晶三厩舎に転厩することになった。9月12日に佐々木厩舎に入厩し、佐々木は次走を10月22日の菊花賞と設定。「そんなに太く感じないし、菊花賞にはちょうど仕上がるんじゃないかな。ジョッキーは引き続き柴田（善臣）君にお願いしています」と話した。柴田もコンビ継続に、笑みが浮かぶほど喜んだ。
10月22日、第78回菊花賞（GI）は、平成29年台風第21号の接近と秋雨前線の停滞のために、前の馬がはね上げた泥水を浴びる過酷な不良馬場の下で開催された。勝てば1987年に優勝したサクラスターオーの中202日を超える、菊花賞の最長ブランク優勝であったが、優勝したキセキから遅れること2.1秒後に入線し、12着に終わった。
柴田とのコンビ継続で12月2日、阪神競馬場のチャレンジカップ（GIII）に出走。最後の直線でサトノクロニクル、デニムアンドルビーと3頭で並んだが、サトノクロニクルがクビ差でデニムアンドルビーを下して重賞初勝利を挙げ、その2着に敗れたデニムアンドルビーとクビ差の3着となった。柴田はこのレースについて、「馬は全然良くなっていましたし、レースは上手でした。ただ、手前をかえられなかったので、かえていればもっと伸びたと思います。これからさらに良くなってくると思います。」と回顧した。
次走には有馬記念を選択。オーナーサイドの意向から、デビュー以来騎乗してきた柴田善臣から三浦皇成に乗り替わることとなった。単勝オッズ71.7倍の12番人気で出走し、優勝したキタサンブラックから1.0秒遅れた12着となり、長期休養となった。

### 4歳（2018年）
3月11日、中京競馬場の金鯱賞（GII）で復帰。骨折から復帰後初の左回りという条件で期待されていたが、中団追走から直線で内を突いて伸びたものの、6着となった。騎乗した三浦は「ゲート（の出）はいつもあんな感じだけど、馬が良くなっていたので取りつけた。パンパンな良馬場の方がいい馬だけど、脚を取られながらもよく来たし、左回りの方がスムーズですね。まだまだ良くなりそう」と振り返った。
続いて5月6日、同じ左回りの新潟競馬場に開催される、新潟大賞典（GIII）に向かう予定であったが、回避し、7月1日、右回りの函館競馬場のオープン競走、巴賞に岩田康誠に乗り替わり、単勝オッズ3.7倍で、デビュー以来初めての1番人気の評価を背負い、出走した。クラス再編で収得賞金が半減したため、賞金加算を目論んでいたが、5着となった。そのまま北海道に滞在し、7月15日の函館記念（GIII）に出走。柴田善臣に鞍上が戻り、単勝オッズ6.6倍の2番人気の支持を受けたが、優勝したエアアンセムと0.2秒差の4着となった。騎乗した柴田は「状態は良さそうだった。最後も来ているけど、右回りだと少し傾いて走ってしまいます」と話した。引き続き北海道に滞在し、9月2日に札幌競馬場で行われる芝2600mのオープン競走、丹頂ステークスに参戦することになった。再び岩田康誠を鞍上に出走したが、4着となった。その後、10月8日の京都大賞典（GII）に和田竜二に乗り替わって出走、優勝したサトノダイヤモンドから0.7秒遅れた5着となり、巴賞から続く4戦連続掲示板に入った。騎乗した和田は「ゲートを出てくれなかったですが、それでも道中は楽に勝ち馬についていけた。もうちょっとなんだけどね。課題のゲートがよくなれば」と回顧した。京都大賞典のあとは、アルゼンチン共和国杯（GII）に進む予定であったが、断念し、10月28日の京都競馬場のオープン競走、カシオペアステークス（芝1800ｍ）に内田博幸とともに出走、優勝したエアウィンザーから0.8秒差の8着となった。

### 5歳（2019年）
5月4日、東京競馬場のメトロポリタンステークス（L）に、4枠4番から出走する予定であったが、馬場入場した直後、上空が暗い雲に覆われた。直径1cmほどの雹（ひょう）が落ち、芝コースでピンポン玉のように雹が跳ねるなど天候回復の見込みが立たないため、メトロポリタンステークス以降の3レースが中止となり、メトロポリタンステークスは、代替実施されなかった。5月18日、東京競馬場のオープン競走、メイステークス（芝1800m）に石川裕紀人に乗り替わって出走。骨折前の東京スポーツ杯2歳ステークス以来初の東京競馬場参戦となったが、5着となった。引き続き東京で、6月9日のエプソムカップ（GIII）に戸崎圭太に乗り替わって出走。管理する佐々木は「やはり東京の1800ｍは一番合っていると思うし、ここに向けてやれるだけのことはやってきたので頑張ってほしい」と話した。レースでは、最終コーナーで雨ながら馬場の最も内を突いたが、終いに足が止まり5着となった。騎乗した戸崎は、「雨馬場は悪い馬ではないと思って内へ。最後は早めに動いたぶん止まった」と回顧した。
8月25日、初参戦となる新潟競馬場で、デビューの新馬戦以来となる芝1400mのリステッド競走、朱鷺ステークスに再び石川裕紀人に乗り替わり出走したが、4着となった。間をあけて秋、10月21日、東京競馬場のリステッド競走、オクトーバーステークスに松岡正海に乗り替わり、出走したが、自身通算4回目となる4着に敗れた。続けて11月23日、東京競馬場のリステッド競走、キャピタルステークスに出走。最後の直線で17番手から、馬場の内側を進み、馬群を縫ったが、先頭集団には届かず、自身通算5回目の5着となった。

### 6歳（2020年）

#### ダート挑戦
2月8日に京都競馬場で行われるオープン競走、アルデバランステークス（ダート1900m）と、9日に行われる東京新聞杯（GIII）、両方に出馬登録をしていた。しかし、出馬登録を行った18頭中（フルゲート16頭、2頭除外）で賞金順にて18番手であったために登録除外され、8日のアルデバランステークスに参戦することとなった。デビューから19戦目で初のダート競走に参戦することとなったアルデバランステークスは、アンドレアシュ・シュタルケが起用され、初めてのダートについてレース前にシュタルケは「ノープロブレム」とした。開催される1週間前に施行された根岸ステークス（GIII）にて、初めてダート競走に出走したモズアスコットが勝利したことから、初めてダート競走に参戦する本馬にも「二番煎じ」の機運が高まっていた。最終的な評価は、単勝オッズ23.6倍の5番人気での出走となった。スタートから5番手で先行、馬場の内側、馬群に囲まれながら最後の直線に進入した。先行し好位に位置していたロードレガリスとスワーヴアラミスが抜け出して、差を広げられた。それらから5馬身離された3着、2017年12月のチャレンジカップ以来の3着となった。シュタルケは「砂を被っても気にせず、リズム良く行けました。馬の間に入っても怯まず、気持ちを切らさずに走ってくれました。ダートは合っていると思います」と回顧した。
その後、金鯱賞（GII）やダート、芝のオープン競走、リステッド競走に出走するも、下位での入線が続いた。2020年8月29日のBSN賞で出走10頭中、10着の最下位となったのを最後に、9月2日付けでJRAの競走馬登録を抹消。地方競馬、大井の橋本和馬厩舎に転厩することとなった。

## 競走成績
以下の内容はnetkeiba.comの情報に基づく。
| 競走日     | 競馬場 | 競走名             | 格     | 距離（馬場）  | 頭 数 | 枠 番 | 馬 番 | オッズ （人気） | 着順 | タイム （上がり3F） | 着差 | 騎手          | 斤量 [kg] | 1着馬（2着馬）         | 馬体重 [kg] |
| ---------- | ------ | ------------------ | ------ | ------------- | ----- | ----- | ----- | --------------- | ---- | ------------------- | ---- | ------------- | --------- | ---------------------- | ----------- |
| 2016.06.04 | 東京   | 2歳新馬            |        | 芝1400m（良） | 16    | 2     | 3     | 019.40（5人）   | 03着 | R1:23.3（32.9）     | -0.3 | 0柴田善臣     | 54        | マイネルバールマン     | 440         |
| 0000.06.25 | 東京   | 2歳未勝利          |        | 芝1600m（稍） | 16    | 1     | 2     | 002.70（2人）   | 01着 | R1:36.1（34.6）     | -0.4 | 0柴田善臣     | 54        | （ロジムーン）         | 442         |
| 0000.10.08 | 東京   | サウジアラビアRC   | GIII   | 芝1600m（稍） | 9     | 6     | 6     | 005.00（3人）   | 01着 | R1:34.5（33.8）     | -0.2 | 0柴田善臣     | 55        | （ダンビュライト）     | 446         |
| 0000.11.19 | 東京   | 東スポ杯2歳S       | GIII   | 芝1800m（稍） | 10    | 6     | 6     | 003.20（2人）   | 01着 | R1:48.3（33.7）     | -0.0 | 0柴田善臣     | 55        | （スワーヴリチャード） | 448         |
| 2017.10.22 | 京都   | 菊花賞             | GI     | 芝3000m（不） | 18    | 1     | 1     | 033.3（12人）   | 12着 | R3:21.0（40.8）     | -2.1 | 0柴田善臣     | 57        | キセキ                 | 462         |
| 0000.12.02 | 阪神   | チャレンジC        | GIII   | 芝2000m（良） | 12    | 5     | 6     | 003.70（2人）   | 03着 | R1:58.7（34.6）     | -0.1 | 0柴田善臣     | 55        | サトノクロニクル       | 462         |
| 0000.12.24 | 中山   | 有馬記念           | GI     | 芝2500m（良） | 16    | 2     | 4     | 071.7（12人）   | 12着 | R2:34.6（35.4）     | -1.0 | 0三浦皇成     | 55        | キタサンブラック       | 466         |
| 2018.03.11 | 中京   | 金鯱賞             | GII    | 芝2000m（稍） | 9     | 3     | 3     | 013.70（5人）   | 06着 | R2:02.5（34.4）     | -0.9 | 0三浦皇成     | 56        | スワーヴリチャード     | 456         |
| 0000.07.01 | 函館   | 巴賞               | OP     | 芝1800m（重） | 11    | 7     | 8     | 003.70（1人）   | 05着 | R1:50.0（34.4）     | -0.1 | 0岩田康誠     | 56        | ナイトオブナイツ       | 456         |
| 0000.07.15 | 函館   | 函館記念           | GIII   | 芝2000m（良） | 15    | 6     | 10    | 006.60（2人）   | 04着 | R2:00.0（34.1）     | -0.2 | 0柴田善臣     | 56        | エアアンセム           | 456         |
| 0000.09.02 | 札幌   | 丹頂S              | OP     | 芝2600m（良） | 14    | 4     | 6     | 004.50（3人）   | 04着 | R2:43.9（38.4）     | -1.3 | 0岩田康誠     | 56        | リッジマン             | 458         |
| 0000.10.08 | 京都   | 京都大賞典         | GII    | 芝2400m（良） | 11    | 3     | 3     | 026.10（7人）   | 05着 | R2:26.1（34.6）     | -0.7 | 0和田竜二     | 56        | サトノダイヤモンド     | 458         |
| 0000.10.28 | 京都   | カシオペアS        | OP     | 芝1800m（良） | 12    | 6     | 7     | 005.60（3人）   | 07着 | R1:48.3（34.3）     | -0.8 | 0内田博幸     | 56        | エアウィンザー         | 466         |
| 2019.05.18 | 東京   | メイS              | OP     | 芝1800m（良） | 15    | 2     | 3     | 009.20（4人）   | 05着 | R1:46.3（33.1）     | -0.5 | 0石川裕紀人   | 56        | ダイワキャグニー       | 454         |
| 0000.06.09 | 東京   | エプソムC          | GIII   | 芝1800m（稍） | 13    | 7     | 12    | 021.40（9人）   | 05着 | R1:49.6（33.0）     | -0.5 | 0戸崎圭太     | 56        | レイエンダ             | 460         |
| 0000.08.25 | 新潟   | 朱鷺S              | L      | 芝1400m（良） | 16    | 1     | 2     | 016.50（6人）   | 04着 | R1:21.8（34.3）     | -0.5 | 0石川裕紀人   | 56        | ストーミーシー         | 460         |
| 0000.10.21 | 東京   | オクトーバーS      | L      | 芝2000m（良） | 13    | 3     | 3     | 020.00（8人）   | 04着 | R1:59.5（33.6）     | -0.3 | 0松岡正海     | 56        | ダイワキャグニー       | 460         |
| 0000.11.23 | 東京   | キャピタルS        | L      | 芝1600m（不） | 17    | 5     | 9     | 015.20（4人）   | 05着 | R1:36.3（35.0）     | -0.5 | 0松岡正海     | 56        | ドーヴァー             | 464         |
| 2020.02.08 | 京都   | アルデバランS      | OP     | ダ1900m（良） | 16    | 2     | 4     | 023.60（5人）   | 03着 | R1:58.3（36.9）     | -1.0 | 0A.シュタルケ | 56        | ロードレガリス         | 474         |
| 0000.03.15 | 中京   | 金鯱賞             | GII    | 芝2000m（良） | 12    | 7     | 9     | 054.70（9人）   | 09着 | R2:02.8（33.7）     | -1.2 | 0松若風馬     | 56        | サートゥルナーリア     | 480         |
| 0000.04.25 | 東京   | オアシスS          | L      | ダ1600m（良） | 16    | 2     | 4     | 005.40（2人）   | 07着 | R1:36.5（36.2）     | -0.6 | 0三浦皇成     | 56        | ブルベアイリーデ       | 466         |
| 0000.05.16 | 京都   | 都大路S            | L      | 芝1800m（重） | 14    | 2     | 2     | 025.5（11人）   | 06着 | R1:48.8（35.6）     | -0.6 | 0国分恭介     | 56        | ベステンダンク         | 478         |
| 0000.08.15 | 小倉   | 阿蘇S              | OP     | ダ1700m（良） | 15    | 3     | 4     | 021.50（6人）   | 11着 | R1:45.6（38.2）     | -1.9 | 0中井裕二     | 56        | アルドーレ             | 474         |
| 0000.08.29 | 新潟   | BSN賞              | L      | ダ1800m（良） | 10    | 8     | 9     | 029.00（8人）   | 10着 | R1:52.2（36.2）     | -1.7 | 0石橋脩       | 55        | ロードブレス           | 466         |
| 0000.11.12 | 川崎   | 柿生OP             | OP     | ダ2000m（良） | 14    | 7     | 12    | 005.00（2人）   | 10着 | R2:10.9（40.5）     | -1.8 | 0森泰斗       | 57        | カジノフォンテン       | 475         |
| 0000.12.17 | 川崎   | 麻生OP             | OP     | ダ1500m（良） | 14    | 7     | 12    | 020.10（7人）   | 03着 | R1:34.0（39.1）     | -0.3 | 0御神本訓史   | 57        | ディアライゼ           | 473         |
| 2021.01.02 | 川崎   | 大師OP             | OP     | ダ1600m（良） | 8     | 8     | 8     | 002.90（2人）   | 02着 | R1:41.4（38.0）     | -0.2 | 0御神本訓史   | 57        | ファルコンウィング     | 471         |
| 0000.01.14 | 船橋   | チバテレ盃         | 準重賞 | ダ1700m（良） | 11    | 8     | 10    | 003.50（3人）   | 11着 | R1:51.5（40.1）     | -3.5 | 0御神本訓史   | 57.5      | コズミックフォース     | 469         |
| 0000.04.13 | 大井   | ブリリアントC      | SIII   | ダ1800m（良） | 16    | 4     | 7     | 058.2（11人）   | 06着 | R1:53.2（37.8）     | -0.5 | 0石崎駿       | 57        | フィアットルクス       | 469         |
| 0000.04.27 | 大井   | 神田川OP           | OP     | ダ1400m（良） | 16    | 5     | 9     | 016.40（5人）   | 12着 | R1:27.4（36.6）     | -1.6 | 0御神本訓史   | 57        | ダノンレジーナ         | 465         |
| 0000.06.03 | 浦和   | さきたま杯         | JpnII  | ダ1400m（良） | 12    | 6     | 7     | 185.60（9人）   | 08着 | R1:26.5（36.1）     | -1.6 | 0本田正重     | 56        | アルクトス             | 464         |
| 0000.07.01 | 大井   | マイルグランプリTR | OP     | ダ1600m（不） | 13    | 3     | 3     | 023.70（9人）   | 11着 | R1:41.5（39.2）     | -2.5 | 0石崎駿       | 57        | コズミックフォース     | 466         |
| 0000.09.28 | 盛岡   | OROC               | M1     | 芝1700m（良） | 14    | 3     | 4     | 009.50（4人）   | 06着 | R1:47.0（37.0）     | -1.7 | 0坂口裕一     | 57        | ロードクエスト         | 457         |
| 0000.12.08 | 大井   | 勝島王冠           | SII    | ダ1800m（不） | 16    | 4     | 8     | 205.4（15人）   | 13着 | R1:56.4（40.3）     | -3.3 | 0山崎良       | 57        | コズミックフォース     | 470         |

## 評価・特徴

### 身体面に関する評価・特徴
飛節が生まれつきが曲がっており、歩様を真後ろから見ると、左右の後ろ脚は不自然に内側に入る特徴がある。管理する佐々木晶三は「入厩したばかりのころは両脚が交差してバツをつくっていたくらい」だった。有馬記念の頃には、歩き方には違和感が残っていたが、両脚が交わることはなく、「トモが成長してスムーズに歩けるようになった。」としていた。

## 血統表
| ブレスジャーニーの血統                 | ブレスジャーニーの血統                                                                            | ブレスジャーニーの血統                                                                            | （血統表の出典）                                                                                  | （血統表の出典）  |
| 父系                                   | ファピアノ系                                                                                      | ファピアノ系                                                                                      | ファピアノ系                                                                                      |                   |
| 父 *バトルプラン Battle Plan 2005 鹿毛 | 父の父*エンパイアメーカー Empire Maker 2000 黒鹿毛                                                | Unbridled                                                                                         | Fappiano                                                                                          | Fappiano          |
| 父 *バトルプラン Battle Plan 2005 鹿毛 | 父の父*エンパイアメーカー Empire Maker 2000 黒鹿毛                                                | Unbridled                                                                                         | Gana Facil                                                                                        |                   |
| 父 *バトルプラン Battle Plan 2005 鹿毛 | 父の父*エンパイアメーカー Empire Maker 2000 黒鹿毛                                                | Toussaud                                                                                          | El Gran Senor                                                                                     | El Gran Senor     |
| 父 *バトルプラン Battle Plan 2005 鹿毛 | 父の父*エンパイアメーカー Empire Maker 2000 黒鹿毛                                                | Toussaud                                                                                          | Image of Reality                                                                                  |                   |
| 父 *バトルプラン Battle Plan 2005 鹿毛 | 父の母Flanders 1992 栗毛                                                                          | Seeking the Gold                                                                                  | Mr. Prospector                                                                                    | Mr. Prospector    |
| 父 *バトルプラン Battle Plan 2005 鹿毛 | 父の母Flanders 1992 栗毛                                                                          | Seeking the Gold                                                                                  | Con Game                                                                                          |                   |
| 父 *バトルプラン Battle Plan 2005 鹿毛 | 父の母Flanders 1992 栗毛                                                                          | Starlet Storm                                                                                     | Storm Bird                                                                                        | Storm Bird        |
| 父 *バトルプラン Battle Plan 2005 鹿毛 | 父の母Flanders 1992 栗毛                                                                          | Starlet Storm                                                                                     | Cinegita                                                                                          |                   |
| 母 エルフィンパーク 2005 黒鹿毛        | 母の父タニノギムレット 1999 鹿毛                                                                  | *ブライアンズタイム                                                                               | Roberto                                                                                           | Roberto           |
| 母 エルフィンパーク 2005 黒鹿毛        | 母の父タニノギムレット 1999 鹿毛                                                                  | *ブライアンズタイム                                                                               | Kelley's Day                                                                                      |                   |
| 母 エルフィンパーク 2005 黒鹿毛        | 母の父タニノギムレット 1999 鹿毛                                                                  | タニノクリスタル                                                                                  | *クリスタルパレス                                                                                 | *クリスタルパレス |
| 母 エルフィンパーク 2005 黒鹿毛        | 母の父タニノギムレット 1999 鹿毛                                                                  | タニノクリスタル                                                                                  | *タニノシーバード                                                                                 |                   |
| 母 エルフィンパーク 2005 黒鹿毛        | 母の母エルフィンフェザー 1995 鹿毛                                                                | *サンデーサイレンス                                                                               | Halo                                                                                              | Halo              |
| 母 エルフィンパーク 2005 黒鹿毛        | 母の母エルフィンフェザー 1995 鹿毛                                                                | *サンデーサイレンス                                                                               | Wishing Well                                                                                      |                   |
| 母 エルフィンパーク 2005 黒鹿毛        | 母の母エルフィンフェザー 1995 鹿毛                                                                | ダイナカール                                                                                      | *ノーザンテースト                                                                                 | *ノーザンテースト |
| 母 エルフィンパーク 2005 黒鹿毛        | 母の母エルフィンフェザー 1995 鹿毛                                                                | ダイナカール                                                                                      | シャダイフェザー                                                                                  |                   |
| 母系(F-No.)                            | ダイナカール系(FN:8-f)                                                                            | ダイナカール系(FN:8-f)                                                                            | ダイナカール系(FN:8-f)                                                                            |                   |
| 5代内の近親交配                        | Northern Dancer 5・5×5=9.38%、Mr.Prospector 5・4（父内）=9.38%、Hail to Reason 5・5（母内）=6.25% | Northern Dancer 5・5×5=9.38%、Mr.Prospector 5・4（父内）=9.38%、Hail to Reason 5・5（母内）=6.25% | Northern Dancer 5・5×5=9.38%、Mr.Prospector 5・4（父内）=9.38%、Hail to Reason 5・5（母内）=6.25% | [ § 2 ]           |
| 出典                                   | 1. 2.                                                                                             | 1. 2.                                                                                             | 1. 2.                                                                                             | 1. 2.             |

- 3代母ダイナカールは優駿牝馬の勝ち馬。母としても名牝エアグルーヴを産んだほか、子孫にオレハマッテルゼ、エアグルーヴの子孫にアドマイヤグルーヴ、ルーラーシップ、ドゥラメンテなどがいる。
- 4代母シャダイフェザーの半妹ヨドセローナの子孫にトウカイポイント。